# Pagan I. (Haifa)
Pagan I. (frz. Payen, lat. Paganus de Cayphas; † nach 1110) war ein Kreuzritter und Herr von Haifa im Königreich Jerusalem.
Er war vermutlich ein Sohn oder Verwandter von Rohard († 1107), Herr von Haifa. Jedenfalls war er dessen Nachfolger als Herr von Haifa.
1109 war er an der Seite von Tankred von Tiberias bei der Belagerung von Tripolis anwesend. Er wird letztmals in einer Urkunde König Balduins I. von Jerusalem am 28. September 1110 genannt. Darin bestätigte der König dem Hospitaliterorden unter anderem den Besitz eines leibeigenen Bauern nebst Ländereien und Häusern in Haifa und Umgebung, die Pagan dem Orden geschenkt hatte.